# San Pablo (tỉnh)
Tỉnh San Pablo (tiếng Tây Ban Nha: Provincia de San Pablo) là một tỉnh thuộc vùng Cajamarca của Peru. Tỉnh San Pablo có diện tích 672 km², dân số thời điểm theo điều tra dân số ngày 11 tháng 7 năm 1993 là 24494 người. Tỉnh lỵ đóng ở San Pablo.